# Algorithme de Ricart et Agrawala
L’Algorithme Ricart-Agrawala  est un algorithme d'exclusion mutuelle sur un système distribué. Cet algorithme est une extension et une optimisation de l'algorithme de Lamport, en supprimant la nécessité de communiquer un message de libération. Il a été développé par Glenn Ricart et Ashok K. Agrawala. Dans cet algorithme, les requêtes d'entrée sont totalement ordonnées grâce à l'utilisation de l'Horloge de Lamport.

## Algorithme
Il a pour but de diminuer le nombre de messages échangés par entrée en section critique et élimine les messages de type libération.
Deux types de message sont utilisés ici:
- les messages REQUETE qui sont envoyés lorsqu'un site veut entrer en section critique
- les messages REPONSE qui sont envoyés soit immédiatement à la réception d'un message de type REQUETE, soit ultérieurement à la sortie de section critique du site.

### Source
```
/* invariant : Pi :EC==exclusion )8p; Pp:EC==candidat: Pi :drLoc < Pp:drLoc */

process
 
P
(
i
:
0.
.
N
-1
){

    
type
 
État
 
=
 
{
hors
,
candidat
,
exclusion
};

    
EtatEC
 
=
 
hors
;

    
Datehloc
 
=
 
newDate
(
i
,
1
);

    
DatedrLoc
;

    
Set
<
int
>
Att
=
newEnumSet
<
int
>
();
Set
<
int
>
D
=
EnumSet
.
range
(
0
,
N
-1
).
remove
(
i
);

    
while
 
(
true
)
 
{

        
select
 
{

            
when
 
(
EC
 
==
 
hors
))
 
// hors -> candidat

            
EC
 
=
 
candidat
;
 
drLoc
=
hloc
.
Top
()
 
;

            
for
(
intp
:
D
)
 
send
 
Rq
(
i
,
drLoc
)
 
to
 
Pp
 
;

            
[]
when
 
(
EC
 
==
 
exclusion
))
                   
// exclusion ! hors

            
for
(
intp
:
Att
)
 
send
 
Perm
(
i
)
 
to
 
Pp
 
;
 
Att
.
clear
()
 
;
 
EC
=
hors
;

            
[]
when
 
(
EC
 
==
 
candidat
)
 
)
 
receive
 
Perm
(
p
)
   
// candidat ? -> exclusion

            
D
.
remove
(
p
);

            
if
(
D
.
empty
())

                
EC
 
=
 
exclusion
;

            
[]
receive
 
Rq
(
p
,
dr
);

            
hloc
.
Recaler
(
dr
)
 
;

            
if
(
EC
!=
hors
&&
 
Date
.
pred
(
drloc
,
dr
))
Att
.
add
(
p
);

                
elsesend
 
Perm
(
i
)
 
to
 
Pp
 
;

        
}
 
// select

    
}
     
// while

}

```

Lorsqu'un processus (ou un site) Pi désire entrer en section critique, il envoie un message du type Requete. Lorsqu'un processus Pj reçoit ce message, soit il accepte et renvoie un message de type Response, ou différer sa réponse. S’il ne désire pas entrer en section critique, il envoie un message Response.
Un processus entre en section critique seulement s'il a obtenu les permissions de tous les autres (à l'aide des requêtes Response).

## Performance
- le nombre total de messages est {\displaystyle 2(N-1)}, N étant le nombre de sites que comprend ce système.
- Un seul message suffit pour la synchronisation.

## Variantes de l'algorithme
L'algorithme Carvalho et Roucairol : l'accord donné par un processus reste valable tant qu'il n'a pas fait lui-même une demande d'entrée en section critique.